# 萨勒河菌属
萨勒河菌属（学名：Salana）为获山氏菌科的一个属。

## 下属物种
本属包括以下物种：
- 多噬萨勒河菌 Salana multivorans von Wintzingerode et al., 2001